# Березовський Володимир Петрович
Володимир Петрович Березовський (нар. 8 травня 1950, село Велика Білозерка, Великобілозерський район, Запорізька область) — український діяч; депутат Запорізької облради (з 2010). Голова Запорізької обласної державної адміністрації (2003—2005).

## Життєпис
Українець; батько Петро Григорович (1913–1998); мати Любов Демидівна (1915–1995); дружина Людмила Яківна (1949) — заступник головного лікаря Запорізької обласної клінічної лікарні; син Сергій (1972) — директор ТОВ «Дніпротранс»; син Дмитро (1978) — співробітник СБУ в Запорізькій області.

### Освіта
Запорізький машинобудівний інститут (1967—1972), інженер-конструктор, технолог радіоапаратури, «Конструювання та виробництво радіоапаратури»; Вища партійна школа при ЦК КПУ (1986—1989), «Партійне та радянське будівництво», викладач наукового комунізму.

### Кар'єра
У вересні 1957 — червні 1967 року — учень середньої школи.
У вересні 1967 — червні 1972 року — студент Запорізького машинобудівного інституту.
У жовтні 1972 — серпні 1974 року — інженер-конструктор, у серпні 1974 — листопаді 1976 року — регулювальник, у листопаді 1976 — травні 1977 року — старший майстер Запорізького електромашинобудівного заводу «Іскра». Член КПРС.
У травні 1977 — грудні 1979 року — інструктор організаційного відділу Шевченківського районного комітету КПУ міста Запоріжжя.
У грудні 1979 — грудні 1981 року — інструктор організаційного відділу Запорізького міського комітету КПУ. У грудні 1981 — грудні 1988 року — інструктор відділу організаційно-партійної роботи Запорізького обласного комітету КПУ. У грудні 1988 — травні 1990 року — відповідальний організатор відділу організаційно-партійної і кадрової роботи Запорізького обласного комітету КПУ.
У травні — листопаді 1990 — помічник заступника голови, у листопаді 1990 — січні 1991 — помічник голови, у січні 1991 — квітні 1992 — консультант заступника голови, у квітні 1992 — серпні 1993 — помічник голови, у серпні 1993 — вересні 1995 року — керівник секретаріату Запорізької обласної ради народних депутатів.
У вересні 1995 — квітні 1998 року — заступник голови з питань організаційно-кадрової політики — керівник секретаріату Запорізької обласної державної адміністрації.
17 квітня 1998 — 7 червня 2006 року — голова Запорізької обласної ради.
29 липня 2003 — 17 січня 2005 року — голова Запорізької обласної державної адміністрації.
У грудні 2006 — 2009 року — генеральний директор Державного підприємства «Запорізький регіональний державний центр стандартизації, метрології та сертифікації».
У 2010—2012 роках — радник генерального директора, з 2012 року — 1-й заступник генерального директора Державного підприємства «Запорізький регіональний державний центр стандартизації, метрології та сертифікації».
Був членом Політради Народної партії. Потім — член Партії регіонів.
Захоплення: живопис, музика.

### Нагороди та відзнаки
- орден «За заслуги» II ступеня (23 серпня 2004)
- орден «За заслуги» III ступеня (6 грудня 2001)[4]
- Почесна грамота Кабінету Міністрів України (лютий 2004)[5]
- Почесна грамота Верховної Ради України (20 листопада 2002)
- Державний службовець 1-го рангу (лютий 1999)[6].
- підполковник запасу (26.04.2001)